# Melolontha cochinchinae
Melolontha cochinchinae är en skalbaggsart som beskrevs av Brenske 1894. Melolontha cochinchinae ingår i släktet Melolontha och familjen Melolonthidae. Inga underarter finns listade i Catalogue of Life.